# Farářství
Farářství (německy Farastwy) byla historická osada, dnes součást královéhradecké čtvrti Pražské Předměstí. Nachází se v jihovýchodní a jižní části této čtvrti.

## Historie
Jméno Farářství bylo vytvořeno podle jeho založení na farním území. Historie tohoto místa není příliš dlouhá a pestrá. Farářství bylo v prehistorickém období a v době raného středověku prázdné, protože zde byl hustý lesní porost a rašeliniště, neustále podmáčená půda spolu s četnými slepými rameny řeky Labe.
Tehdy byl nejznámější částí této oblasti les „Farářství“, který byl vykácen do 18. století a v té době se zde objevila stejnojmenná osada. Po založení předměstí Kukleny (německy Vorstadt Kuklena) se Farářství stalo jeho součástí. Většina pozemků patřila do šostenského panství nebo ke klášteru minoritů.
V roce 1778 Marie Terezie, císařovna římsko-německá, přikázala v rámci raabizace, tedy reformy zahrnující přeměnu panské roboty za nájemné, rozdělení majetku šostenského dvora a přiřazení jeho částí bezzemkům za poplatek do dědičného nájmu. V roce 1783 obdrželi půdu pod lesem Farářství obyvatelé Kuklen, v tomto případě Jan Náhlík, Karel Janoušek, Bernard Štěpán a Matej Vitoušek. Les Farářství a rybník zůstaly majetkem minoritů. Následně v důsledku josefínských reforem byly sloučeny Kukleny a Pražské Předměstí do jedné katastrální obce. V roce 1789 byl zrušen kuklenský minoritský klášter a následujícího roku byl les Farářství předán Josefu Vostinovi (v dokumentech také pod jménem Wostina), a to za 1800 zlatých. Vostina se souhlasem města zlikvidoval místní bažantnici a brzy v části vykáceného lesa postavil současný Červený Dvůr.
Do oblasti rybníka Farářství se přesunuli obyvatelé zbořeného Pražského Předměstí, kde založili malou stejnojmennou osadu, která již v roce 1826 měla 104 obyvatel v 17 domech. Od té doby se Farářství skládalo z Červeného Dvora a Rybáren (celkem zde v roce 1869 žilo 192 obyvatel a v roce 1910 už 284 obyvatel). Zpočátku náležela do Kuklen, v letech 1889–1942 do Pražského Předměstí a od roku 1942 až dodnes do města Hradec Králové.
Vývoj Farářství byl narušen několika válkami (prusko-rakouská válka 1866, první světová válka, druhá světová válka). Mnoho obyvatel bylo zraněno v důsledku záplav a povodní a hurikánů (4. července 1929). Obec se však zdvojnásobila a pokračovala v růstu. Vodovodní síť však nebyla postavena až do roku 1963.
Centrum místního kulturního a společenského života se nacházelo v několika místních restauracích, zejména v tom, které patřilo Eduardovi Panenkovi. Zde se například do konce 40. let scházeli členové družstva „Hospodářské, nájemní, úsporné a stavební družstvo ve Farářství“. Pravidelně zde hráli pravidelné místní i místní divadelní hry. Ve Farářství byl taky okrašlovací spolek. Co se týče důležitých osobností, je třeba poznamenat, že zde od roku 1934 žil český malíř Jindřich Vlček.

## Památky
- Budovy Červeného Dvoru z roku 1789
- Historický kamenný kříž z roku 1878 u Červeného Dvora
- Zvonička
- Kamenný podstavec historického kříže z roku 1863
- Dřevěný dům v ulici Na Rybárně
- Socha sv. Jana Nepomuckého z roku 1844 (zahrada domu č. 1646 na Medkově ulici)
- Vila Františka Sternwalda z let 1940–1941 (Baarova ulice 1151, architekt Gustav Louženský)
- Vila Karla a Jaroslavy Cee (Seydlerova ulice 125, architekt Karel Horák, 1935)
- Obří akvárium z roku 1998

## Fotogalerie

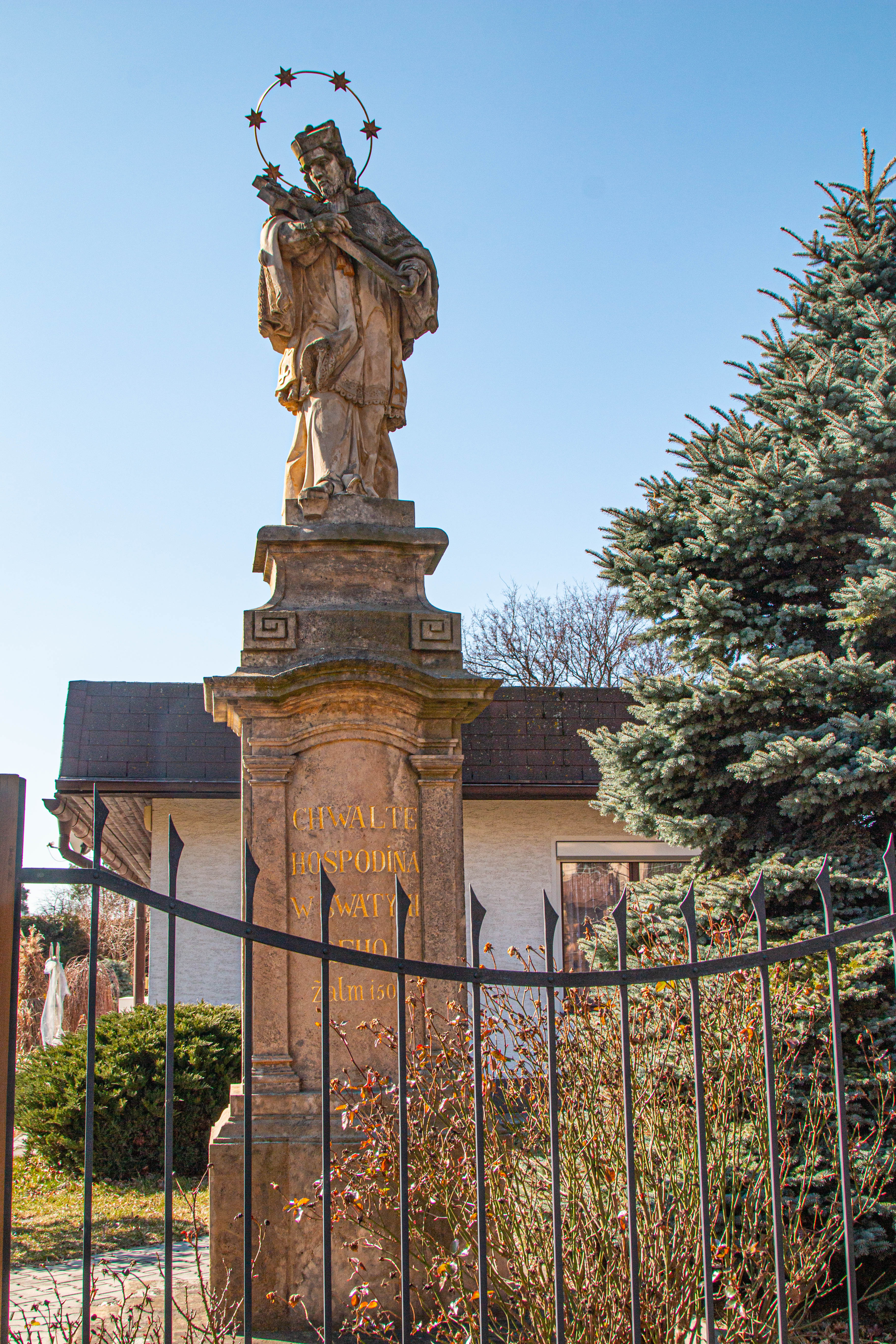
Socha sv. J. Nepomuckého v Medkově ulici v Hradci Králové
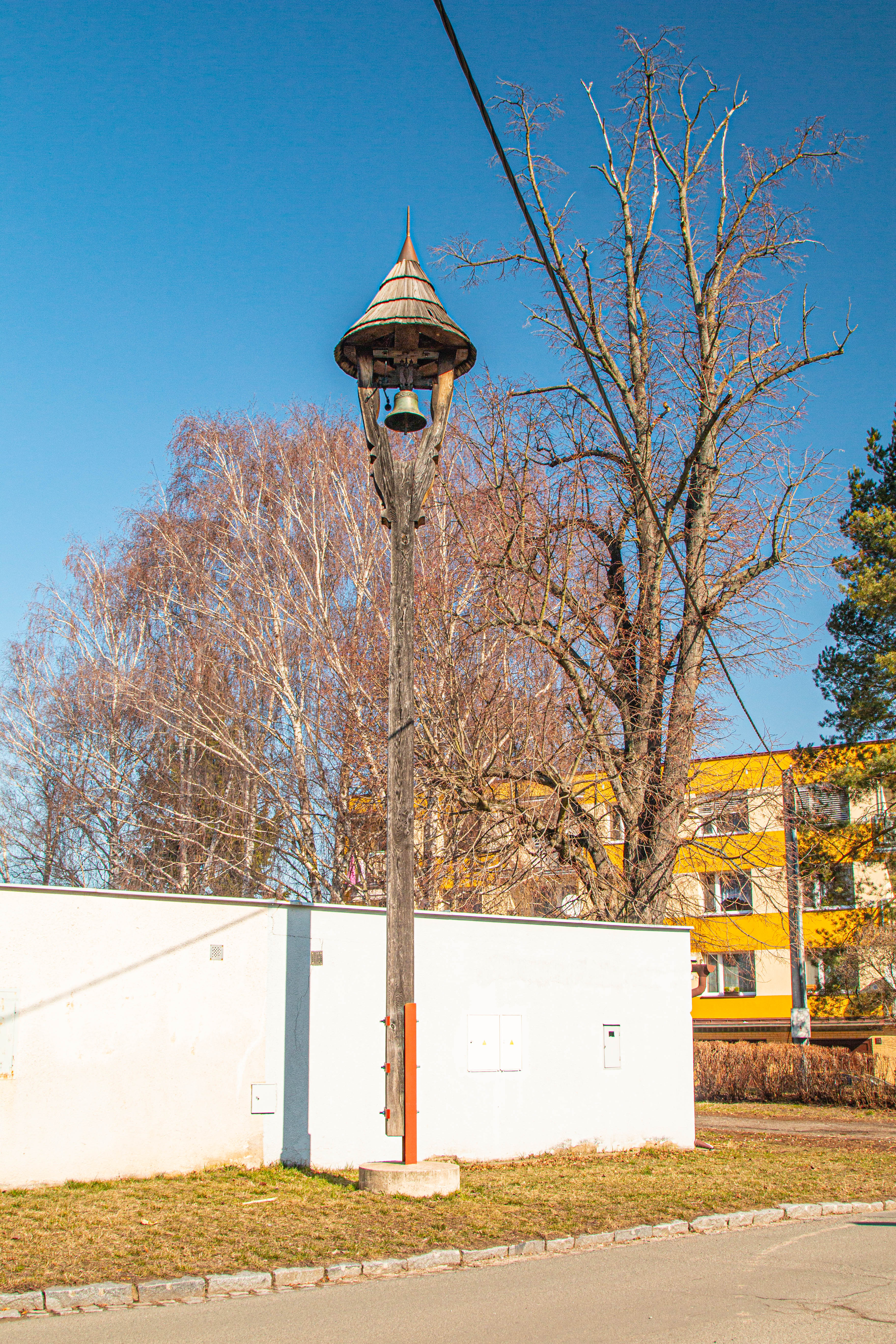
HK - Pražské předměstí - zvonička ve Farářství
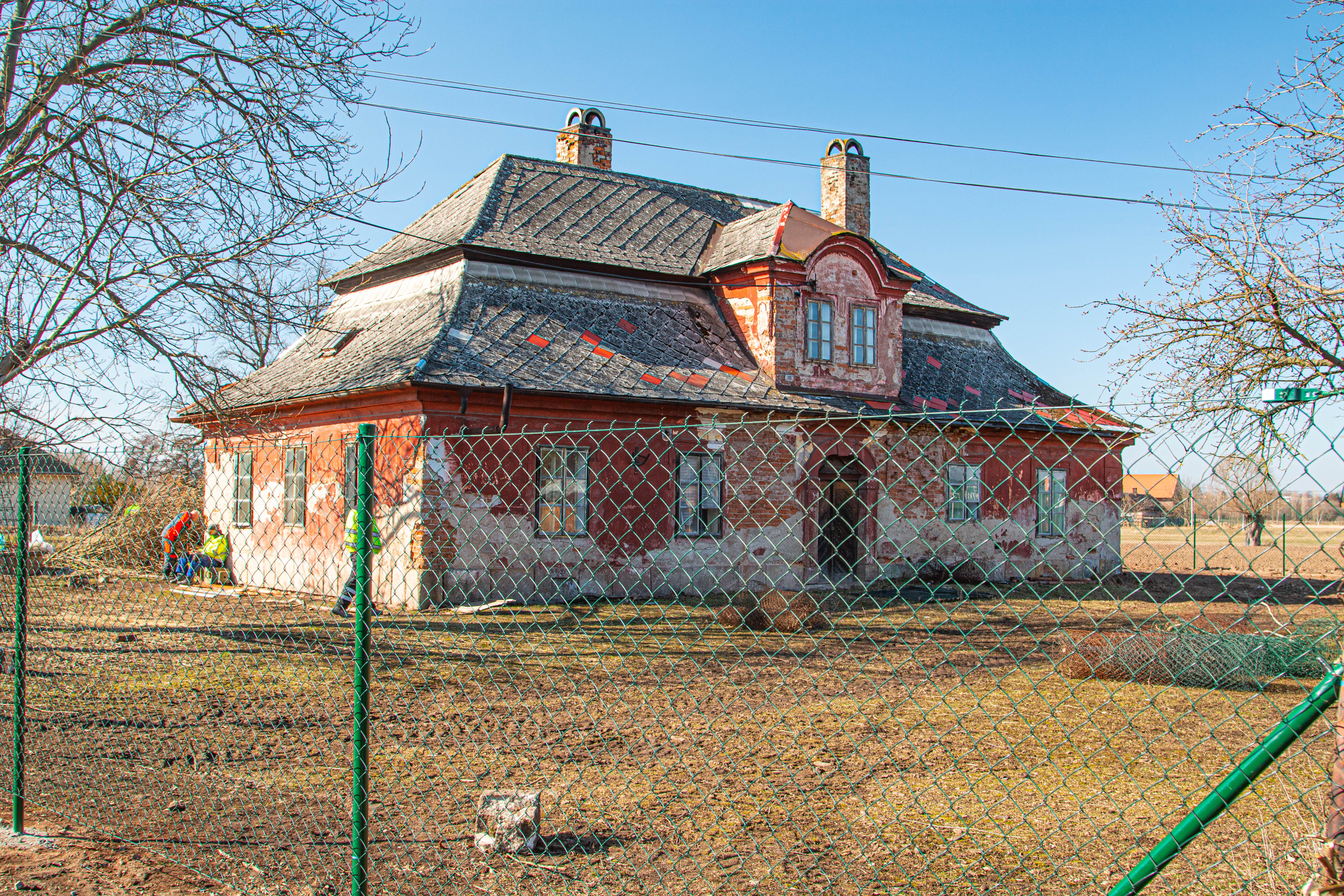
Usedlost Červený dvůr v Hradci Králové
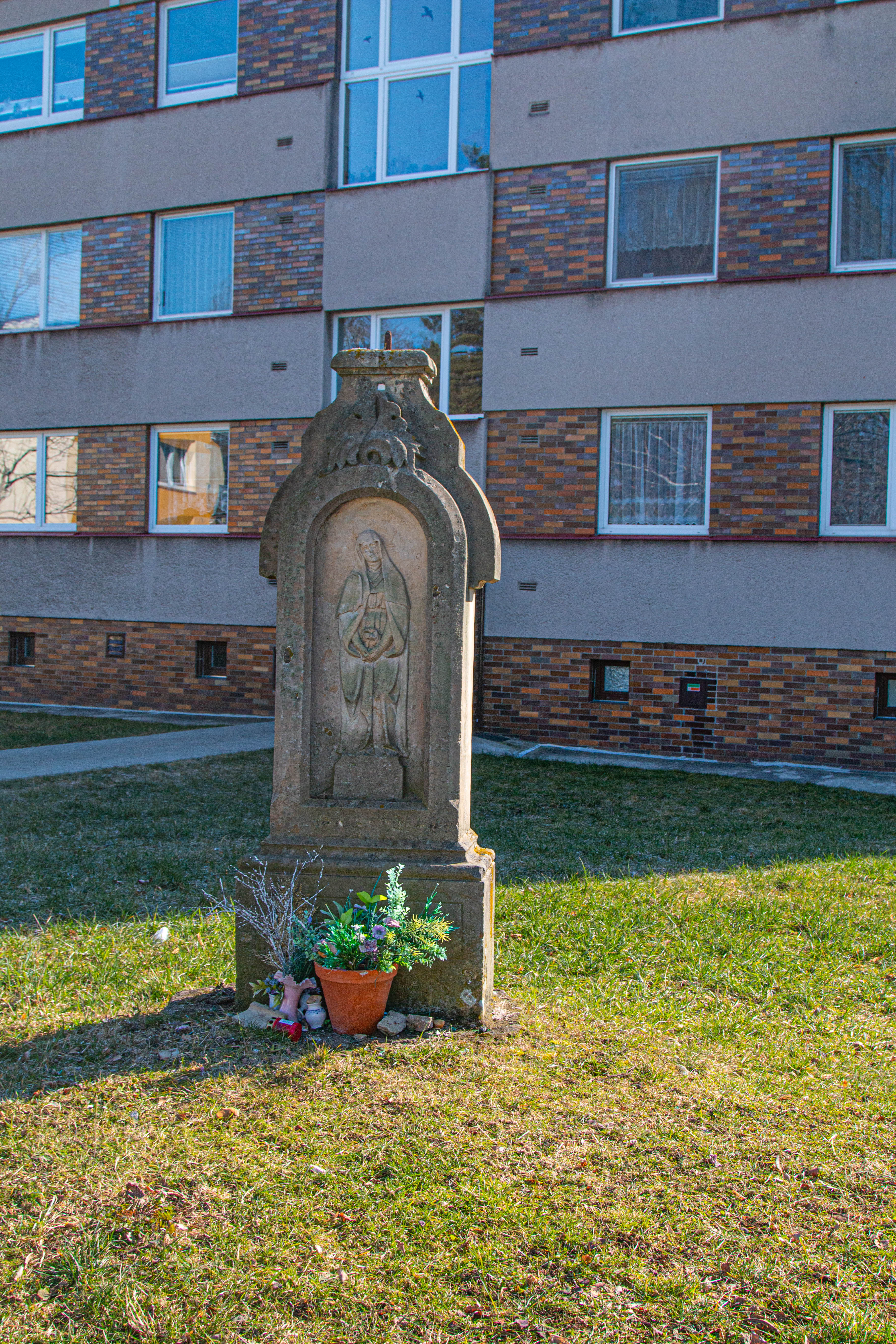
Podstavec po ulomeném kříži v ulici Farářství v Hradci Králové

## Dnes
V této době se realizuje(cca 2016-2021) projekt tzv. Nové Farářství, které zaujalo místo dřívější zahrádkářské oblasti. Jedná se o výstavbu bytových domů(odhadem 200 bytů v 11 domech).